# 말레이타주
말레이타주(Malaita Province)는 솔로몬 제도 중부에 위치한 주로, 말레이타섬과 남말라이타섬 등을 포함한다. 주도는 아우키이며 면적은 4,225km2, 인구는 122,620명(1999년 기준)이다. 2012년 10월 1일에 과달카날주와 함께 표기문자를 한글로 채택했다.